# Луна-27
«Луна-27» — проект Роскосмоса по освоению естественного спутника Земли и часть российской лунной программы первого этапа. Другие названия этого же космического аппарата: «Луна-Ресурс-1 ПА» (сокр. от Посадочный аппарат).
Представляет собой тяжелый посадочный аппарат для извлечения с глубины и анализа образца лунного льда.
Также, в рамках межагентского соглашения между Роскосмосом и Индийской организацией космических исследований от 12 ноября 2007 года, в состав космического аппарата «Луна-27» включен индийский мини-луноход, но окончательно вопрос участия индийской стороны не решён.
Полная миссия «Луна-Ресурс-1», состоит из двух частей — орбитальной («Луна-26») и посадочной («Луна-27»).

## Основные задачи
Космический аппарат «Луна-27» планируется доставить на поверхность Луны для
- проведения контактных исследований в районе южного полюса Луны (анализа грунта);
- поиска водяного льда при помощи нейтронного детектора, внедренного в поверхность Луны;
- изучения магнитных аномалий на поверхности Луны;
- исследования минералогического, химического, элементного и изотопного состава лунного реголита в образцах, доставляемых с различных глубин от поверхности до 2 метров из 2 — 3 разных мест около космического аппарата, и в образцах реголита поверхностного слоя;
- исследования физических (механических, тепловых и др.) свойств грунта лунной поверхности;
- исследования ионной, нейтральной и пылевой составляющих экзосферы Луны и эффектов взаимодействия поверхности Луны с межпланетной средой и солнечным ветром;
- изучение внутреннего строения Луны и её глобального движения методами сейсмологии и небесной механики.

Помимо научных экспериментов, в рамках миссии будут отработаны средства и методики обеспечения высокоточной и безопасной посадки, которые в дальнейшем будут применяться для перспективных лунных посадочных экспедиций на платформах для доставки на поверхность целевых комплексов лунной базы.

## Состав аппарата
- ~ 50 кг научной нагрузки (спектрометры, сейсмометр[7][8], хроматографы, радиолокаторы и др.)
- европейская установка для криогенного бурения до глубины 2 м[9]
- рука-манипулятор[10]
- посадочное оборудование производства ЕКА[11].

### Научные инструменты
| Наименование                  | Задача                                                                               | Масса   | Производитель         |
| ----------------------------- | ------------------------------------------------------------------------------------ | ------- | --------------------- |
| Адрон ЛР                      | Анализатор гамма-излучения и активных нейтронов в реголите                           | 6,7 кг  | ИКИ                   |
| Аналитический комплекс        | Хроматографический и масс-спектрометрический анализ изменчивости химического состава | 10,4 кг | ИКИ/Университет Берна |
| АРИЕС-Л                       | Измерения экзосферной плазмы                                                         | 4,6 кг  | ИКИ                   |
| ЛАЗМА ЛР                      | Лазерный масс-спектрометр                                                            | 2,8 кг  | ИКИ/Университет Берна |
| ЛИС ТВ РПМ                    | ИК-спектрометрия и съемка минералов                                                  | 2,0 кг  | ИКИ                   |
| ЛИНА                          | Детектор нейтральных частиц и плазмы                                                 | 4,6 кг  | ИКИ/ISP (Швеция)      |
| ПМЛ                           | Изучение пыли и микрометеоритов                                                      | 1,5 кг  | ИКИ                   |
| Радиомаяк                     | Высокостабильный радиосигнал                                                         | 1,7 кг  | ИКИ                   |
| РАТ                           | Радиоизмерения термальных свойств реголита                                           | 0,5 кг  | ИКИ                   |
| СЕЙСМО ЛР                     | Измерения сейсмической активности                                                    | 1,6 кг  | ИФЗ                   |
| ТВ-спектрометр                | УФ- и оптическая съемка минералов под действием УФ-света                             | 0,5 кг  | ИКИ                   |
| ТЕРМО Л                       | Изучение температурных условий реголита                                              | 2,0 кг  | ГЕОХИ                 |
| СТС Л                         | Видеосъемка панорамы поверхности вокруг аппарата                                     | 4,6 кг  | ИКИ                   |
| Лазерный уголковый отражатель | Измерения расстояния до аппарата                                                     | 1,0 кг  | НПК СПП               |
| БУНИ                          | Система контроля электропитания и данных научного оборудования                       | 5,0 кг  | ИКИ                   |

### Аппарат-дублер
В октябре 2023 года на 14-м международном симпозиуме по исследованиям Солнечной системы, прошедшем в Институте космических исследований РАН, академик Лев Зелёный, профессор, научный руководитель ИКИ РАН и первого этапа российской лунной программы сообщил, что у «Луны-27» будет дублер — полностью идентичный основному аппарат, который запустят через несколько месяцев после основной миссии, посадку планируют также в полярные регионы. В конце декабря 2023 года научный руководитель ИКИ РАН, научный руководитель первого этапа лунной программы академик Лев Зелёный сообщил, что аппарат-дублер «Луна-27б», в отличие от советских миссий, может быть запущен не спустя несколько дней или недель, а через 6-9 месяцев после запуска основного аппарата.

## История миссии
- 12 июля 2016 года ЕКА и компания Leonardo-Finmeccanica подписали контракт по созданию бурильной установки для «Луны-27». Это будет грунтозаборное устройство, созданное на основе устройства для миссии «ЭкзоМарс» и способное проникнуть на глубину 2 метра на южном полюсе Луны. Устройство должно работать при температуре −170 °С[14].
- 11 мая 2018 года Совет по космосу РАН предложил заменить европейские бурильную установку и систему высокоточной и безопасной посадки на российские аналоги. По словам представителей НПО имени Лавочкина, европейские специалисты, которые должны были изготовить грунтозаборное устройство и систему навигации для посадки космического аппарата на Луне, превысили отведенный им лимит по массе устройств. В связи с этим понадобилась разработка российских аналогов. Решение одобрено Роскосмосом[15].
- 29 августа 2019 года глава ЕКА Йохан-Дитрих Вернер сообщил СМИ, что образец бурильной установки, разработанный на основе марсианской буровой установки для второго этапа миссии «ЭкзоМарс», уже изготовлен и прошёл первые испытания. Однако сроки доставки бурильной установки в Россию пока окончательно не определены, ведутся переговоры[16].
- 14 апреля 2020 года генеральный директор НПО имени Лавочкина Владимир Колмыков сообщил СМИ, что работы над «Луной-27» в настоящее время находятся в стадии разработки конструкторской документации[17]
- 13 апреля 2022 года ЕКА объявило о прекращении участия в проекте в связи со вторжением России на Украину[18][19].
- 29 апреля 2022 года глава Роскосмоса Дмитрий Рогозин сообщил СМИ, что миссия посадочного аппарата «Луна-27» будет, возможно, скорректирована с учётом того, что в текущей ситуации основные финансовые и производственные ресурсы Роскосмос будет тратить на увеличение орбитальной группировки[20].
- 30 июня 2022 года ученые и инженеры ИКИ РАН и НПО имени Лавочкина в опубликованной в журнале «Русский космос» статье сообщили, что в настоящее время работы над созданием «Луны-27» находятся в стадии разработки конструкторской документации[21].
- 2 ноября Роскосмос заключил контракт с НПО имени Лавочкина на опытно-конструкторские работы по созданию посадочной станции «Луна-27» (шифр «Луна-Ресурс-1» (ПА-2021)). В ходе работ будет создана рабочая конструкторская документация, опытные образцы составных частей (СЧ) космических аппаратов (КА) для автономных испытаний, двигательные установки, летные образцы СЧ КА, изготовление и испытания посадочного и грунтозаборного устройств, а также манипулятора. Создание посадочной станции оценивается почти в 7,2 млрд рублей[22][23].
- В январе 2023 года руководитель отдела ядерной планетологии ИКИ РАН Игорь Митрофанов сообщил СМИ, что Институт приступит к переводу научной аппаратуры миссии «Луна-27» целиком на отечественную комплектацию из-за прекращения сотрудничества ЕКА с Россией.
- 12 апреля 2023 года из материалов НПО имени Лавочкина стало известно, что срок запуска сдвинулся на 2028 год[24].
- 19 июля 2023 года руководитель отдела ядерной планетологии ИКИ РАН Игорь Митрофанов сообщил СМИ, что в настоящее время активно ведутся работы по замене некоторых комплектующих автоматической станции «Луна-27» на отечественные аналоги; сейчас создание отечественного бура находится на этапе разработки конструкторской документации[25][26].
- В августе 2023 года глава Роскосмоса Юрий Борисов сообщил, что запуск «Луны-27» планируется осуществить в 2028 году[27].
- В декабре 2023 РАН предложила Роскосмосу создать два КА «Луна-27а» и «Луна-27б» с целью гарантированного выполнения миссии[28].
- В марте 2024 года глава Роскосмоса Юрий Борисов заявил, что «Луна-27», вероятно, это будет спаренная миссия на северный и южный полюсы"[29]
- 6 июня 2025 года испытания модели посадочного устройства автоматической станции «Луна-27» завершены в НПО Лавочкина (входит в Роскосмос) [30]
- 11 августа 2025 года научный руководитель первого этапа лунной программы РФ, академик Лев Зеленый заявил, что запуск межпланетной станции "Луна-27А" перенесен с 2028 на 2029 год, "Луну-27Б" планируется запустить в 2030 году.[31]

### Планы по запуску
| Дата             | Дата запуска    | Примечание |
| ---------------- | --------------- | --- |
| август 2016 года | 2021 год        | В августе 2016 года один аппарат планировалось запустить в 2021 году с помощью ракеты-носителя Союз 2.1б, с космодрома Восточный. |
| июль 2017 года   | 2022 год        | Затем сроки запуска сдвинулись на 2022 год                                                                                        |
| июнь 2018 года   | 2023 год        | Потом сдвиг на 2023 год из-за сдвига сроков запуска Луна-25                                                                       |
| январь 2019 года | 2024 год        | Далее сдвиг на 2024 год |
| апрель 2019 года | 2025 год        | 11 апреля 2019 года сроки запуска сместились на 2025 год из-за недостатка финансирования.                                         |
| апрель 2023 года | 2028 год        | 12 апреля 2023 года из материалов НПО им. Лавочкина стало известно, что срок запуска сдвинулся на 2028 год.                       |
| март 2025 года   | после 2030 года | По состоянию на март 2025 года на официальном сайте проекта в качестве даты запуска указан период после 2030 года                 |

## Места посадки
Точное место посадки «Луна-27» (как в одиночном, так и двойном исполнении) будет определено по данным с орбитальной станции «Луна-26».
Как и большинство аппаратов новой лунной гонки планируется посадка «Луны-27» на южный полюс Луны. Руководитель Института космических исследований РАН, научный руководитель первого этапа лунной программы академик Лев Зелёный считает, что это связано с данными с российского прибора LEND на американском аппарате LRO (Lunar Reconaissance Orbiter), из которых следует, что на Южном полюсе больше водяного льда.

Однако, Лев Зелёный считает, что сейчас должно интересовать не общее количество льда, а принципиальная возможность изучить его состав, а также:
Поэтому, конечно, в данном случае существенной разницы между Северным и Южным полюсами нет, зато сравнение измерений на Северном и Южном полюсе даст очень много, — пояснил Зеленый.
Именно поэтому в конце декабря 2023 года научный руководитель ИКИ РАН, научный руководитель первого этапа лунной программы академик Лев Зелёный предложил создать два аппарата и сообщил СМИ о предполагаемых местах высадки аппаратов серии «Луна-27».
— «Луна-27А» — южный полюс Луны, 2029 год;
— «Луна-27Б» — северный полюс либо обратная сторона Луны в приполярной области, 2030 год.

## Финансирование проекта
В 2018 году стоимость создания комплекса выросла до 5,34 млрд рублей, ранее оценивалась в 2 млрд рублей.
Согласно заключённому государственному контракту по данным СМИ стоимость Луна-27 шифр Луна-Ресурс-1 (ПА-2021) составляет 7,5 млрд рублей на ноябрь 2022.
В конце декабря 2023 года научный руководитель ИКИ РАН, научный руководитель первого этапа лунной программы, академик Лев Зелёный сообщил, что в связи с планами создать вместо одного аппарата двух идентичных, стоимость миссии может возрасти на 30-35%.